# ذاتي
الذاتي لكل شيء ما يخصه ويميزه عن جميع ما عداه. وقيل: ذات الشيء نفسه وعينه، وهو لا يخلو عن العرض، والفرق بين الذات والشخص أن الذات أعم من الشخص، لأن الذات تطلق على الجسم وغيره، والشخص لا يطلق إلا على الجسم.